# NBA Playoffs 1971
Gli NBA Playoffs 1971 si conclusero con la vittoria dei Milwaukee Bucks (campioni della Western conference) che sconfissero i campioni della Eastern Conference, i Baltimore Bullets.

## Squadre qualificate

### Eastern Conference
1. N.Y. Knicks
2. Baltimore Bullets
3. Philadelphia 76ers
4. Atlanta Hawks

### Western Conference
1. Milwaukee Bucks
2. L.A. Lakers
3. Chicago Bulls
4. S.F. Warriors

## Tabellone
|  | Semifinali Conference | Semifinali Conference | Semifinali Conference |                   |                   | Finali Conference | Finali Conference | Finali Conference |  |  | NBA Finals | NBA Finals | NBA Finals |  |
|  |                       |                       |                       |                   |                   |                   |                   |                   |  |  |            |            |            |  |
|  | M1                    | Milwaukee Bucks *     | 4                     |                   |                   |                   |                   |                   |  |  |            |            |            |  |
|  | M1                    | Milwaukee Bucks *     | 4                     |                   |                   |                   |                   |                   |  |  |            |            |            |  |
|  | P2                    | S.F. Warriors         | 1                     |                   |                   |                   |                   |                   |  |  |            |            |            |  |
|  | P2                    | S.F. Warriors         | 1                     |                   | Milwaukee Bucks * | Milwaukee Bucks * | 4                 |                   |  |  |            |            |            |  |
|  |                       |                       |                       |                   | Milwaukee Bucks * | Milwaukee Bucks * | 4                 |                   |  |  |            |            |            |  |
|  |                       |                       | L.A. Lakers           | L.A. Lakers       | 1                 |                   |                   |                   |  |  |            |            |            |  |
|  | M2                    | Chicago Bulls         | L.A. Lakers           | L.A. Lakers       | 1                 | 3                 |                   |                   |  |  |            |            |            |  |
|  | M2                    | Chicago Bulls         |                       |                   |                   |                   |                   |                   |  |  |            |            |            |  |
|  | P1                    | L.A. Lakers           | 4                     |                   |                   |                   |                   |                   |  |  |            |            |            |  |
|  | P1                    | L.A. Lakers           | 4                     |                   | Milwaukee Bucks * | Milwaukee Bucks * | 4                 |                   |  |  |            |            |            |  |
|  |                       |                       |                       |                   |                   |                   |                   |                   |  |  |            |            |            |  |
|  |                       |                       | Baltimore Bullets     | Baltimore Bullets | 0                 |                   |                   |                   |  |  |            |            |            |  |
|  | A1                    | N.Y. Knicks *         | Baltimore Bullets     | Baltimore Bullets | 0                 | 4                 |                   |                   |  |  |            |            |            |  |
|  | A1                    | N.Y. Knicks *         |                       |                   |                   |                   |                   |                   |  |  |            |            |            |  |
|  | C2                    | Atlanta Hawks         | 1                     |                   |                   |                   |                   |                   |  |  |            |            |            |  |
|  | C2                    | Atlanta Hawks         | 1                     |                   | N.Y. Knicks *     | N.Y. Knicks *     | 3                 |                   |  |  |            |            |            |  |
|  |                       |                       |                       |                   | N.Y. Knicks *     | N.Y. Knicks *     | 3                 |                   |  |  |            |            |            |  |
|  |                       |                       | Baltimore Bullets     | Baltimore Bullets | 4                 |                   |                   |                   |  |  |            |            |            |  |
|  | A2                    | Philadelphia 76ers    | Baltimore Bullets     | Baltimore Bullets | 4                 | 3                 |                   |                   |  |  |            |            |            |  |
|  | A2                    | Philadelphia 76ers    |                       |                   |                   |                   |                   |                   |  |  |            |            |            |  |
|  | C1                    | Baltimore Bullets     | 4                     |                   |                   |                   |                   |                   |  |  |            |            |            |  |

Legenda
- * Vincitore Division
- "Grassetto" Vincitore serie
- "Corsivo" Squadra con fattore campo

## Eastern Conference

### Semifinali

#### (1) New York Knicks - (4) Atlanta Hawks
RISULTATO FINALE: 4-1
| New York 25 marzo 1971 Gara 1                                                                                       | N.Y. Knicks | 112 – 101 (32-22, 22-26, 21-32, 37-21) referto | Atlanta Hawks | Madison Square Garden (19.500 spett.) |
| B. Bradley 25 Punti P. Maravich 23 B. Bradley 4 Assist W. Hazzard , P. Maravich 5 W. Reed 22 Rimbalzi B. Bridges 13 |             |                                                |               |                                       |
| |             |                                                |               |                                       |
| B. Bradley 25 | Punti       | P. Maravich 23                                 |               |                                       |
| B. Bradley 4 | Assist      | W. Hazzard, P. Maravich 5                      |               |                                       |
| W. Reed 22 | Rimbalzi    | B. Bridges 13                                  |               |                                       |

| New York 27 marzo 1971 Gara 2                                                                               | N.Y. Knicks | 104 – 113 (26-14, 30-35, 23-33, 25-31) referto | Atlanta Hawks | Madison Square Garden (19.500 spett.) |
| W. Frazier 29 Punti L. Hudson 35 B. Bradley 4 Assist P. Maravich 5 D. DeBusschere 15 Rimbalzi B. Bridges 36 |             |                                                |               |                                       |
| |             |                                                |               |                                       |
| W. Frazier 29                                                                                               | Punti       | L. Hudson 35                                   |               |                                       |
| B. Bradley 4                                                                                                | Assist      | P. Maravich 5                                  |               |                                       |
| D. DeBusschere 15                                                                                           | Rimbalzi    | B. Bridges 36                                  |               |                                       |

| Atlanta 28 marzo 1971 Gara 3                                                                             | Atlanta Hawks | 95 – 110 (27-24, 27-23, 23-37, 18-26) referto | N.Y. Knicks | Alexander Memorial Coliseum (7.192 spett.) |
| W. Bellamy 29 Punti W. Reed 26 W. Hazzard 7 Assist W. Frazier 9 W. Bellamy 18 Rimbalzi D. DeBusschere 17 |               |                                               |             |                                            |
| |               |                                               |             |                                            |
| W. Bellamy 29                                                                                            | Punti         | W. Reed 26                                    |             |                                            |
| W. Hazzard 7                                                                                             | Assist        | W. Frazier 9                                  |             |                                            |
| W. Bellamy 18                                                                                            | Rimbalzi      | D. DeBusschere 17                             |             |                                            |

| Atlanta 30 marzo 1971 Gara 4                                                                                | Atlanta Hawks | 107 – 113 (28-32, 29-31, 29-27, 21-23) referto | N.Y. Knicks | Alexander Memorial Coliseum (7.192 spett.) |
| W. Bellamy 25 Punti W. Frazier 26 W. Hazzard 9 Assist W. Frazier 8 B. Bridges 18 Rimbalzi D. DeBusschere 13 |               |                                                |             |                                            |
| |               |                                                |             |                                            |
| W. Bellamy 25                                                                                               | Punti         | W. Frazier 26                                  |             |                                            |
| W. Hazzard 9                                                                                                | Assist        | W. Frazier 8                                   |             |                                            |
| B. Bridges 18                                                                                               | Rimbalzi      | D. DeBusschere 13                              |             |                                            |

| New York 1 aprile 1971 Gara 5                                                                                            | N.Y. Knicks | 111 – 107 (25-28, 25-29, 25-28, 33-22) referto | Atlanta Hawks | Madison Square Garden (19.500 spett.) |
| D. DeBusschere 29 Punti L. Hudson 29 W. Reed 5 Assist W. Bellamy 5 D. DeBusschere 22 Rimbalzi W. Bellamy , B. Bridges 20 |             |                                                |               |                                       |
| |             |                                                |               |                                       |
| D. DeBusschere 29 | Punti       | L. Hudson 29                                   |               |                                       |
| W. Reed 5 | Assist      | W. Bellamy 5                                   |               |                                       |
| D. DeBusschere 22 | Rimbalzi    | W. Bellamy, B. Bridges 20                      |               |                                       |

PRECEDENTI IN REGULAR SEASON
| Regular Season 1970-71 | N.Y. Knicks | 3 – 3 | Atlanta Hawks | Referto 1 - Referto 2 - Referto 3 - Referto 4, Referto 5 - Referto 6 |
| New York Knicks 128 Atlanta Hawks 111 New York Knicks 108 Atlanta Hawks 108 New York Knicks 109 Atlanta Hawks 125 Punti 119 Atlanta Hawks 114 New York Knicks 112 Atlanta Hawks 116 New York Knicks 114 Atlanta Hawks 116 New York Knicks |             | |               |                                                                      |
| |             | |               |                                                                      |
| New York Knicks 128 Atlanta Hawks 111 New York Knicks 108 Atlanta Hawks 108 New York Knicks 109 Atlanta Hawks 125 | Punti       | 119 Atlanta Hawks 114 New York Knicks 112 Atlanta Hawks 116 New York Knicks 114 Atlanta Hawks 116 New York Knicks |               |                                                                      |

PRECEDENTI NEI PLAYOFF

Si è trattata della prima sfida tra le due squadre ai playoff.

#### (2) Baltimore Bullets - (3) Philadelphia 76ers
RISULTATO FINALE: 4-3
| Baltimora 24 marzo 1971 Gara 1                                                                                    | Baltimore Bullets | 112 – 126 (28-28, 28-27, 21-35, 35-36) referto | Philadelphia 76ers | Baltimore Civic Center (6.707 spett.) |
| G. Johnson , K. Loughery 19 Punti H. Greer 30 K. Loughery 4 Assist A. Clark 7 W. Unseld 20 Rimbalzi L. Jackson 13 |                   |                                                |                    |                                       |
| |                   |                                                |                    |                                       |
| G. Johnson, K. Loughery 19                                                                                        | Punti             | H. Greer 30                                    |                    |                                       |
| K. Loughery 4 | Assist            | A. Clark 7                                     |                    |                                       |
| W. Unseld 20 | Rimbalzi          | L. Jackson 13                                  |                    |                                       |

| Filadelfia 26 marzo 1971 Gara 2                                                                                | Philadelphia 76ers | 107 – 119 (29-36, 32-32, 17-24, 29-27) referto | Baltimore Bullets | Spectrum (10.369 spett.) |
| A. Clark 26 Punti J. Marin , E. Monroe 24 A. Clark 6 Assist E. Monroe 6 B. Cunningham 11 Rimbalzi W. Unseld 18 |                    |                                                |                   |                          |
| |                    |                                                |                   |                          |
| A. Clark 26 | Punti              | J. Marin, E. Monroe 24                         |                   |                          |
| A. Clark 6 | Assist             | E. Monroe 6                                    |                   |                          |
| B. Cunningham 11                                                                                               | Rimbalzi           | W. Unseld 18                                   |                   |                          |

| Baltimora 28 marzo 1971 Gara 3                                                                              | Baltimore Bullets | 111 – 103 (27-25, 25-22, 28-29, 31-27) referto | Philadelphia 76ers | Baltimore Civic Center (5.589 spett.) |
| E. Monroe 29 Punti H. Greer 28 K. Loughery 7 Assist B. Cunningham 10 W. Unseld 24 Rimbalzi B. Cunningham 19 |                   |                                                |                    |                                       |
| |                   |                                                |                    |                                       |
| E. Monroe 29                                                                                                | Punti             | H. Greer 28                                    |                    |                                       |
| K. Loughery 7                                                                                               | Assist            | B. Cunningham 10                               |                    |                                       |
| W. Unseld 24                                                                                                | Rimbalzi          | B. Cunningham 19                               |                    |                                       |

| Filadelfia 30 marzo 1971 Gara 4                                                                          | Philadelphia 76ers | 105 – 120 (32-30, 30-32, 19-27, 24-31) referto | Baltimore Bullets | Spectrum (8.909 spett.) |
| A. Clark 24 Punti J. Marin 27 B. Cunningham 8 Assist E. Monroe 6 B. Cunningham 17 Rimbalzi G. Johnson 14 |                    |                                                |                   |                         |
| |                    |                                                |                   |                         |
| A. Clark 24                                                                                              | Punti              | J. Marin 27                                    |                   |                         |
| B. Cunningham 8                                                                                          | Assist             | E. Monroe 6                                    |                   |                         |
| B. Cunningham 17                                                                                         | Rimbalzi           | G. Johnson 14                                  |                   |                         |

| Baltimora 1 aprile 1971 Gara 5                                                                             | Baltimore Bullets | 103 – 104 (18-28, 24-30, 29-26, 32-20) referto | Philadelphia 76ers | Baltimore Civic Center (10.998 spett.) |
| E. Monroe 26 Punti B. Cunningham 32 K. Loughery 5 Assist H. Greer 6 W. Unseld 18 Rimbalzi B. Cunningham 20 |                   |                                                |                    |                                        |
| |                   |                                                |                    |                                        |
| E. Monroe 26                                                                                               | Punti             | B. Cunningham 32                               |                    |                                        |
| K. Loughery 5                                                                                              | Assist            | H. Greer 6                                     |                    |                                        |
| W. Unseld 18                                                                                               | Rimbalzi          | B. Cunningham 20                               |                    |                                        |

| Filadelfia 3 aprile 1971 Gara 6                                                                                 | Philadelphia 76ers | 98 – 94 (30-16, 25-24, 20-34, 23-20) referto | Baltimore Bullets | Spectrum (7.059 spett.) |
| B. Cunningham 33 Punti E. Monroe 30 B. Cunningham 5 Assist K. Loughery 5 B. Cunningham 16 Rimbalzi W. Unseld 18 |                    |                                              |                   |                         |
| |                    |                                              |                   |                         |
| B. Cunningham 33                                                                                                | Punti              | E. Monroe 30                                 |                   |                         |
| B. Cunningham 5                                                                                                 | Assist             | K. Loughery 5                                |                   |                         |
| B. Cunningham 16                                                                                                | Rimbalzi           | W. Unseld 18                                 |                   |                         |

| Baltimora 4 aprile 1971 Gara 7                                                                                 | Baltimore Bullets | 128 – 120 (31-30, 43-22, 25-27, 29-41) referto | Philadelphia 76ers | Baltimore Civic Center (6.662 spett.) |
| J. Marin 33 Punti A. Clark 37 G. Johnson 8 Assist A. Clark , H. Greer 5 W. Unseld 22 Rimbalzi B. Cunningham 19 |                   |                                                |                    |                                       |
| |                   |                                                |                    |                                       |
| J. Marin 33 | Punti             | A. Clark 37                                    |                    |                                       |
| G. Johnson 8                                                                                                   | Assist            | A. Clark, H. Greer 5                           |                    |                                       |
| W. Unseld 22                                                                                                   | Rimbalzi          | B. Cunningham 19                               |                    |                                       |

PRECEDENTI IN REGULAR SEASON
| Regular Season 1970-71 | Baltimore Bullets | 3 – 3 | Philadelphia 76ers | Referto 1 - Referto 2 - Referto 3 - Referto 4, Referto 5 - Referto 6 |
| Philadelphia 76ers 110 Baltimore Bullets 107 Philadelphia 76ers 104 Baltimore Bullets 112 Baltimore Bullets 124 Philadelphia 76ers 120 Punti 123 Baltimore Bullets 119 Philadelphia 76ers 98 Baltimore Bullets 103 Philadelphia 76ers 112 Philadelphia 76ers 108 Baltimore Bullets |                   | |                    |                                                                      |
| |                   | |                    |                                                                      |
| Philadelphia 76ers 110 Baltimore Bullets 107 Philadelphia 76ers 104 Baltimore Bullets 112 Baltimore Bullets 124 Philadelphia 76ers 120 | Punti             | 123 Baltimore Bullets 119 Philadelphia 76ers 98 Baltimore Bullets 103 Philadelphia 76ers 112 Philadelphia 76ers 108 Baltimore Bullets |                    |                                                                      |

PRECEDENTI NEI PLAYOFF

Si è trattata della prima sfida tra le due squadre ai playoff.

### Finale

#### (1) New York Knicks - (2) Baltimore Bullets
RISULTATO FINALE: 3-4
| New York 6 aprile 1971 Gara 1                                                                            | N.Y. Knicks | 112 – 111 (30-28, 28-25, 28-34, 26-24) referto | Baltimore Bullets | Madison Square Garden (19.500 spett.) |
| W. Frazier 24 Punti E. Monroe 29 W. Frazier 7 Assist E. Monroe 4 D. DeBusschere 17 Rimbalzi W. Unseld 22 |             |                                                |                   |                                       |
| |             |                                                |                   |                                       |
| W. Frazier 24                                                                                            | Punti       | E. Monroe 29                                   |                   |                                       |
| W. Frazier 7                                                                                             | Assist      | E. Monroe 4                                    |                   |                                       |
| D. DeBusschere 17                                                                                        | Rimbalzi    | W. Unseld 22                                   |                   |                                       |

| New York 9 aprile 1971 Gara 2                                                                                 | N.Y. Knicks | 107 – 88 (21-23, 27-25, 25-15, 34-25) referto | Baltimore Bullets | Madison Square Garden (19.500 spett.) |
| D. Barnett 14 Punti J. Tresvant 20 W. Frazier 5 Assist K. Loughery 16 D. DeBusschere 14 Rimbalzi W. Unseld 20 |             |                                               |                   |                                       |
| |             |                                               |                   |                                       |
| D. Barnett 14                                                                                                 | Punti       | J. Tresvant 20                                |                   |                                       |
| W. Frazier 5                                                                                                  | Assist      | K. Loughery 16                                |                   |                                       |
| D. DeBusschere 14                                                                                             | Rimbalzi    | W. Unseld 20                                  |                   |                                       |

| Baltimora 11 aprile 1971 Gara 3                                                                                | Baltimore Bullets | 114 – 88 (25-26, 32-19, 31-18, 26-25) referto | N.Y. Knicks | Baltimore Civic Center (8.083 spett.) |
| E. Monroe 31 Punti W. Frazier 17 W. Unseld 9 Assist D. Barnett , B. Bradley 5 W. Unseld 26 Rimbalzi W. Reed 10 |                   |                                               |             |                                       |
| |                   |                                               |             |                                       |
| E. Monroe 31                                                                                                   | Punti             | W. Frazier 17                                 |             |                                       |
| W. Unseld 9 | Assist            | D. Barnett, B. Bradley 5                      |             |                                       |
| W. Unseld 26                                                                                                   | Rimbalzi          | W. Reed 10                                    |             |                                       |

| Baltimora 14 aprile 1971 Gara 4                                                                          | Baltimore Bullets | 101 – 80 (22-19, 29-24, 25-22, 25-15) referto | N.Y. Knicks | Baltimore Civic Center (12.289 spett.) |
| J. Marin 27 Punti W. Frazier 16 W. Unseld 6 Assist W. Frazier 5 J. Tresvant 17 Rimbalzi D. DeBusschere 9 |                   |                                               |             |                                        |
| |                   |                                               |             |                                        |
| J. Marin 27                                                                                              | Punti             | W. Frazier 16                                 |             |                                        |
| W. Unseld 6                                                                                              | Assist            | W. Frazier 5                                  |             |                                        |
| J. Tresvant 17                                                                                           | Rimbalzi          | D. DeBusschere 9                              |             |                                        |

| New York 16 aprile 1971 Gara 5                                                                            | N.Y. Knicks | 89 – 84 (24-16, 20-24, 26-22, 19-22) referto | Baltimore Bullets | Madison Square Garden (19.500 spett.) |
| W. Frazier 28 Punti J. Marin 25 B. Bradley 4 Assist W. Unseld 3 D. DeBusschere 17 Rimbalzi J. Tresvant 17 |             |                                              |                   |                                       |
| |             |                                              |                   |                                       |
| W. Frazier 28                                                                                             | Punti       | J. Marin 25                                  |                   |                                       |
| B. Bradley 4                                                                                              | Assist      | W. Unseld 3                                  |                   |                                       |
| D. DeBusschere 17                                                                                         | Rimbalzi    | J. Tresvant 17                               |                   |                                       |

| Baltimora 18 aprile 1971 Gara 6                                                                              | Baltimore Bullets | 113 – 96 (27-18, 29-25, 34-28, 23-25) referto | N.Y. Knicks | Baltimore Civic Center (11.211 spett.) |
| E. Monroe 27 Punti D. DeBusschere 24 E. Monroe 7 Assist D. Barnett 5 W. Unseld 15 Rimbalzi D. DeBusschere 10 |                   |                                               |             |                                        |
| |                   |                                               |             |                                        |
| E. Monroe 27                                                                                                 | Punti             | D. DeBusschere 24                             |             |                                        |
| E. Monroe 7                                                                                                  | Assist            | D. Barnett 5                                  |             |                                        |
| W. Unseld 15                                                                                                 | Rimbalzi          | D. DeBusschere 10                             |             |                                        |

| New York 19 aprile 1971 Gara 7                                                                    | N.Y. Knicks | 91 – 93 (21-19, 26-24, 21-30, 23-20) referto | Baltimore Bullets | Madison Square Garden (19.500 spett.) |
| D. Barnett 26 Punti E. Monroe 26 W. Frazier 4 Assist E. Monroe 6 W. Reed 12 Rimbalzi W. Unseld 20 |             |                                              |                   |                                       |
|                                                                                                   |             |                                              |                   |                                       |
| D. Barnett 26                                                                                     | Punti       | E. Monroe 26                                 |                   |                                       |
| W. Frazier 4                                                                                      | Assist      | E. Monroe 6                                  |                   |                                       |
| W. Reed 12                                                                                        | Rimbalzi    | W. Unseld 20                                 |                   |                                       |

PRECEDENTI IN REGULAR SEASON
| Regular Season 1970-71 | N.Y. Knicks | 4 – 2 | Baltimore Bullets | Referto 1 - Referto 2 - Referto 3 - Referto 4, Referto 5 - Referto 6 |
| Baltimore Bullets 98 New York Knicks 108 New York Knicks 110 New York Knicks 125 Baltimore Bullets 104 New York Knicks 109 Punti 92 New York Knicks 110 Baltimore Bullets 105 Baltimore Bullets 95 Baltimore Bullets 110 New York Knicks 95 Baltimore Bullets |             | |                   |                                                                      |
| |             | |                   |                                                                      |
| Baltimore Bullets 98 New York Knicks 108 New York Knicks 110 New York Knicks 125 Baltimore Bullets 104 New York Knicks 109 | Punti       | 92 New York Knicks 110 Baltimore Bullets 105 Baltimore Bullets 95 Baltimore Bullets 110 New York Knicks 95 Baltimore Bullets |                   |                                                                      |

PRECEDENTI NEI PLAYOFF
|  | N.Y. Knicks (1969, 1970) | 2 – 0 | Baltimore Bullets |  |

## Western Conference

### Semifinali

#### (1) Milwaukee Bucks - (4) San Francisco Warriors
RISULTATO FINALE: 4-1
| Oakland 27 marzo 1971 Gara 1                                                                                                 | S.F. Warriors | 96 – 107 (24-34, 28-24, 24-23, 20-26) referto | Milwaukee Bucks | Oakland–Alameda County Coliseum Arena (11.216 spett.) |
| J. Mullins 30 Punti O. Robertson 31 J. Mullins 7 Assist O. Robertson 9 N. Thurmond 15 Rimbalzi K. Abdul-Jabbar , G. Smith 10 |               |                                               |                 |                                                       |
| |               |                                               |                 |                                                       |
| J. Mullins 30 | Punti         | O. Robertson 31                               |                 |                                                       |
| J. Mullins 7 | Assist        | O. Robertson 9                                |                 |                                                       |
| N. Thurmond 15 | Rimbalzi      | K. Abdul-Jabbar, G. Smith 10                  |                 |                                                       |

| Madison 29 marzo 1971 Gara 2                                                                                                   | Milwaukee Bucks | 104 – 90 (25-20, 18-24, 29-16, 32-30) referto | S.F. Warriors | University of Wisconsin Field House (12.868 spett.) |
| K. Abdul-Jabbar 26 Punti N. Thurmond 18 O. Robertson 7 Assist J. Mullins , R. Williams 4 K. Abdul-Jabbar 18 Rimbalzi C. Lee 13 |                 |                                               |               |                                                     |
| |                 |                                               |               |                                                     |
| K. Abdul-Jabbar 26 | Punti           | N. Thurmond 18                                |               |                                                     |
| O. Robertson 7 | Assist          | J. Mullins, R. Williams 4                     |               |                                                     |
| K. Abdul-Jabbar 18 | Rimbalzi        | C. Lee 13                                     |               |                                                     |

| Madison 30 marzo 1971 Gara 3                                                                                 | Milwaukee Bucks | 114 – 102 (24-22, 31-20, 31-36, 28-24) referto | S.F. Warriors | University of Wisconsin Field House (12.868 spett.) |
| K. Abdul-Jabbar 33 Punti J. Lucas 25 L. Allen 8 Assist R. Williams 8 K. Abdul-Jabbar 12 Rimbalzi J. Lucas 20 |                 |                                                |               |                                                     |
| |                 |                                                |               |                                                     |
| K. Abdul-Jabbar 33                                                                                           | Punti           | J. Lucas 25                                    |               |                                                     |
| L. Allen 8                                                                                                   | Assist          | R. Williams 8                                  |               |                                                     |
| K. Abdul-Jabbar 12                                                                                           | Rimbalzi        | J. Lucas 20                                    |               |                                                     |

| Oakland 1 aprile 1971 Gara 4                                                                                   | S.F. Warriors | 106 – 104 (19-24, 34-20, 25-25, 28-35) referto | Milwaukee Bucks | Oakland–Alameda County Coliseum Arena (7.615 spett.) |
| J. Lucas 32 Punti K. Abdul-Jabbar 32 R. Williams 9 Assist L. Allen 6 J. Mullins 19 Rimbalzi K. Abdul-Jabbar 21 |               |                                                |                 |                                                      |
| |               |                                                |                 |                                                      |
| J. Lucas 32 | Punti         | K. Abdul-Jabbar 32                             |                 |                                                      |
| R. Williams 9                                                                                                  | Assist        | L. Allen 6                                     |                 |                                                      |
| J. Mullins 19                                                                                                  | Rimbalzi      | K. Abdul-Jabbar 21                             |                 |                                                      |

| Madison 4 aprile 1971 Gara 5                                                                                             | Milwaukee Bucks | 136 – 86 (38-18, 31-17, 36-22, 31-29) referto | S.F. Warriors | University of Wisconsin Field House (12.868 spett.) |
| J. McGlocklin 28 Punti R. Williams 13 L. Allen 7 Assist J. Mullins , R. Williams 4 K. Abdul-Jabbar 17 Rimbalzi C. Lee 11 |                 |                                               |               |                                                     |
| |                 |                                               |               |                                                     |
| J. McGlocklin 28 | Punti           | R. Williams 13                                |               |                                                     |
| L. Allen 7 | Assist          | J. Mullins, R. Williams 4                     |               |                                                     |
| K. Abdul-Jabbar 17 | Rimbalzi        | C. Lee 11                                     |               |                                                     |

PRECEDENTI IN REGULAR SEASON
| Regular Season 1970-71 | Milwaukee Bucks | 6 – 0 | S.F. Warriors | Referto 1 - Referto 2 - Referto 3 - Referto 4, Referto 5 - Referto 6 |
| Milwaukee Bucks 119 San Francisco Warriors 102 Milwaukee Bucks 131 San Francisco Warriors 85 San Francisco Warriors 96 Milwaukee Bucks 118 Punti 100 San Francisco Warriors 127 Milwaukee Bucks 111 San Francisco Warriors 111 Milwaukee Bucks 104 Milwaukee Bucks 107 San Francisco Warriors |                 | |               |                                                                      |
| |                 | |               |                                                                      |
| Milwaukee Bucks 119 San Francisco Warriors 102 Milwaukee Bucks 131 San Francisco Warriors 85 San Francisco Warriors 96 Milwaukee Bucks 118 | Punti           | 100 San Francisco Warriors 127 Milwaukee Bucks 111 San Francisco Warriors 111 Milwaukee Bucks 104 Milwaukee Bucks 107 San Francisco Warriors |               |                                                                      |

PRECEDENTI NEI PLAYOFF

Si è trattata della prima sfida tra le due squadre ai playoff.

#### (2) Los Angeles Lakers - (3) Chicago Bulls
RISULTATO FINALE: 4-3
| Inglewood 24 marzo 1971 Gara 1                                                                                               | L.A. Lakers | 100 – 99 (20-25, 19-29, 30-20, 31-25) referto | Chicago Bulls | The Forum (10.726 spett.) |
| J. McMillian 26 Punti B. Love 24 G. Goodrich 11 Assist T. Boerwinkle 8 W. Chamberlain 21 Rimbalzi T. Boerwinkle , J. Sloan 9 |             |                                               |               |                           |
| |             |                                               |               |                           |
| J. McMillian 26 | Punti       | B. Love 24                                    |               |                           |
| G. Goodrich 11 | Assist      | T. Boerwinkle 8                               |               |                           |
| W. Chamberlain 21 | Rimbalzi    | T. Boerwinkle, J. Sloan 9                     |               |                           |

| Inglewood 26 marzo 1971 Gara 2                                                                       | L.A. Lakers | 105 – 95 (19-14, 24-29, 29-33, 33-19) referto | Chicago Bulls | The Forum (13.469 spett.) |
| G. Goodrich 29 Punti B. Love 34 G. Goodrich 7 Assist B. Weiss 5 W. Chamberlain 20 Rimbalzi J. Fox 13 |             |                                               |               |                           |
| |             |                                               |               |                           |
| G. Goodrich 29                                                                                       | Punti       | B. Love 34                                    |               |                           |
| G. Goodrich 7                                                                                        | Assist      | B. Weiss 5                                    |               |                           |
| W. Chamberlain 20                                                                                    | Rimbalzi    | J. Fox 13                                     |               |                           |

| Arbitri: | Mendy Rudolph Bob Rakel Allan Brunkhorst |

|              |          |                               |
| B. Love 27   | Punti    | G. Goodrich 39                |
| B. Weiss 11  | Assist   | W. Chamberlain, G. Goodrich 6 |
| C. Walker 12 | Rimbalzi | W. Chamberlain 18             |

| Chicago 30 marzo 1971 Gara 4                                                                               | Chicago Bulls | 112 – 102 (22-29, 30-22, 26-32, 34-19) referto | L.A. Lakers | Chicago Stadium (18.650 spett.) |
| B. Love 36 Punti G. Goodrich 32 B. Weiss 13 Assist W. Chamberlain 7 J. Sloan 12 Rimbalzi W. Chamberlain 23 |               |                                                |             |                                 |
| |               |                                                |             |                                 |
| B. Love 36                                                                                                 | Punti         | G. Goodrich 32                                 |             |                                 |
| B. Weiss 13                                                                                                | Assist        | W. Chamberlain 7                               |             |                                 |
| J. Sloan 12                                                                                                | Rimbalzi      | W. Chamberlain 23                              |             |                                 |

| Inglewood 1 aprile 1971 Gara 5                                                                                  | L.A. Lakers | 115 – 89 (27-23, 28-31, 31-20, 29-15) referto | Chicago Bulls | The Forum (13.935 spett.) |
| G. Goodrich 33 Punti B. Love 21 G. Goodrich 11 Assist B. Weiss , J. King 7 W. Chamberlain 14 Rimbalzi J. Fox 11 |             |                                               |               |                           |
| |             |                                               |               |                           |
| G. Goodrich 33                                                                                                  | Punti       | B. Love 21                                    |               |                           |
| G. Goodrich 11                                                                                                  | Assist      | B. Weiss, J. King 7                           |               |                           |
| W. Chamberlain 14                                                                                               | Rimbalzi    | J. Fox 11                                     |               |                           |

| Chicago 4 aprile 1971 Gara 6 | Chicago Bulls | 113 – 99 (29-30, 23-27, 28-15, 33-27) referto | L.A. Lakers | Chicago Stadium (14.211 spett.) |
| B. Weiss 25 Punti G. Goodrich 25 T. Boerwinkle , C. Walker 6 Assist W. Chamberlain 9 T. Boerwinkle 18 Rimbalzi W. Chamberlain 33 |               |                                               |             |                                 |
| |               |                                               |             |                                 |
| B. Weiss 25 | Punti         | G. Goodrich 25                                |             |                                 |
| T. Boerwinkle, C. Walker 6 | Assist        | W. Chamberlain 9                              |             |                                 |
| T. Boerwinkle 18 | Rimbalzi      | W. Chamberlain 33                             |             |                                 |

| Inglewood 6 aprile 1971 Gara 7                                                                                                   | L.A. Lakers | 109 – 98 (30-25, 22-23, 25-26, 32-24) referto | Chicago Bulls | The Forum (17.505 spett.) |
| G. Goodrich 29 Punti J. Sloan , B. Love 24 W. Chamberlain , G. Goodrich 9 Assist B. Weiss 8 W. Chamberlain 19 Rimbalzi J. Fox 12 |             |                                               |               |                           |
| |             |                                               |               |                           |
| G. Goodrich 29 | Punti       | J. Sloan, B. Love 24                          |               |                           |
| W. Chamberlain, G. Goodrich 9 | Assist      | B. Weiss 8                                    |               |                           |
| W. Chamberlain 19 | Rimbalzi    | J. Fox 12                                     |               |                           |

PRECEDENTI IN REGULAR SEASON
| Regular Season 1970-71 | L.A. Lakers | 4 – 2 | Chicago Bulls | Referto 1 - Referto 2 - Referto 3 - Referto 4, Referto 5 - Referto 6 |
| Chicago Bulls 102 Chicago Bulls 118 Los Angeles Lakers 126 Los Angeles Lakers 136 Chicago Bulls 107 Los Angeles Lakers 117 Punti 106 Los Angeles Lakers 96 Los Angeles Lakers 117 Chicago Bulls 111 Chicago Bulls 88 Los Angeles Lakers 108 Chicago Bulls |             | |               |                                                                      |
| |             | |               |                                                                      |
| Chicago Bulls 102 Chicago Bulls 118 Los Angeles Lakers 126 Los Angeles Lakers 136 Chicago Bulls 107 Los Angeles Lakers 117 | Punti       | 106 Los Angeles Lakers 96 Los Angeles Lakers 117 Chicago Bulls 111 Chicago Bulls 88 Los Angeles Lakers 108 Chicago Bulls |               |                                                                      |

PRECEDENTI NEI PLAYOFF
|  | L.A. Lakers (1968) | 1 – 0 | Chicago Bulls |  |

### Finale

#### (1) Milwaukee Bucks - (2) Los Angeles Lakers
RISULTATO FINALE: 4-1
| Milwaukee 9 aprile 1971 Gara 1                                                                                                | Milwaukee Bucks | 106 – 85 (26-21, 17-23, 29-22, 34-19) referto | L.A. Lakers | Milwaukee Arena (10.746 spett.) |
| K. Abdul-Jabbar 32 Punti W. Chamberlain 22 O. Robertson 10 Assist G. Goodrich 7 K. Abdul-Jabbar 22 Rimbalzi W. Chamberlain 20 |                 |                                               |             |                                 |
| |                 |                                               |             |                                 |
| K. Abdul-Jabbar 32 | Punti           | W. Chamberlain 22                             |             |                                 |
| O. Robertson 10 | Assist          | G. Goodrich 7                                 |             |                                 |
| K. Abdul-Jabbar 22 | Rimbalzi        | W. Chamberlain 20                             |             |                                 |

| Milwaukee 11 aprile 1971 Gara 2                                                                                           | Milwaukee Bucks | 91 – 73 (24-15, 20-22, 24-20, 23-16) referto | L.A. Lakers | Milwaukee Arena (10.746 spett.) |
| K. Abdul-Jabbar 22 Punti W. Chamberlain 26 O. Robertson 7 Assist G. Goodrich 4 B. Dandridge 11 Rimbalzi W. Chamberlain 22 |                 |                                              |             |                                 |
| |                 |                                              |             |                                 |
| K. Abdul-Jabbar 22 | Punti           | W. Chamberlain 26                            |             |                                 |
| O. Robertson 7 | Assist          | G. Goodrich 4                                |             |                                 |
| B. Dandridge 11 | Rimbalzi        | W. Chamberlain 22                            |             |                                 |

| Inglewood 14 aprile 1971 Gara 3 | L.A. Lakers | 118 – 107 (28-27, 28-28, 34-22, 28-30) referto | Milwaukee Bucks | The Forum (17.334 spett.) |
| W. Chamberlain , H. Hairston , G. Goodrich , P. Riley 24 Punti B. Dandridge 25 G. Goodrich 8 Assist O. Robertson 9 W. Chamberlain 24 Rimbalzi K. Abdul-Jabbar 19 |             |                                                |                 |                           |
| |             |                                                |                 |                           |
| W. Chamberlain, H. Hairston, G. Goodrich, P. Riley 24 | Punti       | B. Dandridge 25                                |                 |                           |
| G. Goodrich 8 | Assist      | O. Robertson 9                                 |                 |                           |
| W. Chamberlain 24 | Rimbalzi    | K. Abdul-Jabbar 19                             |                 |                           |

| Inglewood 16 aprile 1971 Gara 4                                                                                            | L.A. Lakers | 94 – 117 (22-30, 29-32, 23-30, 20-25) referto | Milwaukee Bucks | The Forum (17.505 spett.) |
| G. Goodrich 26 Punti K. Abdul-Jabbar 31 G. Goodrich 11 Assist O. Robertson 6 W. Chamberlain 16 Rimbalzi K. Abdul-Jabbar 20 |             |                                               |                 |                           |
| |             |                                               |                 |                           |
| G. Goodrich 26 | Punti       | K. Abdul-Jabbar 31                            |                 |                           |
| G. Goodrich 11 | Assist      | O. Robertson 6                                |                 |                           |
| W. Chamberlain 16 | Rimbalzi    | K. Abdul-Jabbar 20                            |                 |                           |

| Milwaukee 18 aprile 1971 Gara 5 | Milwaukee Bucks | 116 – 98 (30-29, 25-20, 26-17, 35-32) referto | L.A. Lakers | Milwaukee Arena (10.746 spett.) |
| G. Smith 22 Punti H. Hairston 27 O. Robertson 12 Assist G. Goodrich 9 K. Abdul-Jabbar , B. Dandridge 15 Rimbalzi W. Chamberlain 12 |                 |                                               |             |                                 |
| |                 |                                               |             |                                 |
| G. Smith 22 | Punti           | H. Hairston 27                                |             |                                 |
| O. Robertson 12 | Assist          | G. Goodrich 9                                 |             |                                 |
| K. Abdul-Jabbar, B. Dandridge 15                                                                                                   | Rimbalzi        | W. Chamberlain 12                             |             |                                 |

PRECEDENTI IN REGULAR SEASON
| Regular Season 1970-71 | Milwaukee Bucks | 4 – 1 | L.A. Lakers | Referto 1 - Referto 2 - Referto 3 - Referto 4, Referto 5 |
| Los Angeles Lakers 100 Milwaukee Bucks 113 Los Angeles Lakers 116 Milwaukee Bucks 122 Milwaukee Bucks 112 Punti 117 Milwaukee Bucks 88 Los Angeles Lakers 93 Milwaukee Bucks 88 Los Angeles Lakers 97 Los Angeles Lakers |                 | |             |                                                          |
| |                 | |             |                                                          |
| Los Angeles Lakers 100 Milwaukee Bucks 113 Los Angeles Lakers 116 Milwaukee Bucks 122 Milwaukee Bucks 112 | Punti           | 117 Milwaukee Bucks 88 Los Angeles Lakers 93 Milwaukee Bucks 88 Los Angeles Lakers 97 Los Angeles Lakers |             |                                                          |

PRECEDENTI NEI PLAYOFF

Si è trattata della prima sfida tra le due squadre ai playoff.

## NBA Finals 1971

### Milwaukee Bucks - Baltimore Bullets
RISULTATO FINALE
|  | Milwaukee Bucks | 4 – 0 | Baltimore Bullets |  |

PRECEDENTI IN REGULAR SEASON
| Regular Season 1970-71 | Milwaukee Bucks | 4 – 1                                                                                                  | Baltimore Bullets | Referto 1 - Referto 2 - Referto 3 - Referto 4, Referto 5 |
| (2 t.s.) Milwaukee Bucks 122 Milwaukee Bucks 105 Baltimore Bullets 127 Milwaukee Bucks 151 Baltimore Bullets 116 Punti 120 Baltimore Bullets 90 Baltimore Bullets 97 Milwaukee Bucks 99 Baltimore Bullets 120 Milwaukee Bucks |                 | |                   |                                                          |
| |                 | |                   |                                                          |
| (2 t.s.) Milwaukee Bucks 122 Milwaukee Bucks 105 Baltimore Bullets 127 Milwaukee Bucks 151 Baltimore Bullets 116 | Punti           | 120 Baltimore Bullets 90 Baltimore Bullets 97 Milwaukee Bucks 99 Baltimore Bullets 120 Milwaukee Bucks |                   |                                                          |

PRECEDENTI NEI PLAYOFF

Si è trattata della prima sfida tra le due squadre ai playoff.

#### Roster
| \| Pos. \| Num. \| Naz. \| Nome \| Altezza \| Peso \| Data nascita \| Provenienza \| \| ---- \| ----- \| ---- \| -------------------- \| ------- \| ------ \| ------------ \| ---------------- \| \| C \| 33 \| \| Abdul-Jabbar, Kareem \| 218 cm \| 102 kg \| 16-04-1947 \| UCLA \| \| G \| 7 \| \| Allen, Lucius \| 188 cm \| 79 kg \| 26-09-1947 \| UCLA \| \| A \| 20 \| \| Boozer, Bob \| 203 cm \| 98 kg \| 26-04-1937 \| Kansas State \| \| C \| 19 \| \| Cunningham, Dick \| 208 cm \| 111 kg \| 11-07-1946 \| Murray State \| \| G/AP \| 10 \| \| Dandridge, Bob \| 198 cm \| 88 kg \| 15-11-1947 \| Norfolk State \| \| A \| 17-27 \| \| Freeman, Gary \| 206 cm \| 95 kg \| 25-07-1948 \| Oregon State \| \| A \| 18 \| \| Greacen, Bob \| 201 cm \| 93 kg \| 15-09-1947 \| Rutgers \| \| G/AP \| 14 \| \| McGlocklin, Jon \| 196 cm \| 93 kg \| 10-06-1943 \| Indiana \| \| A/C \| 35 \| \| McLemore, McCoy \| 201 cm \| 104 kg \| 03-04-1942 \| Drake \| \| G/AP \| 1 \| \| Robertson, Oscar \| 196 cm \| 93 kg \| 24-11-1938 \| Cincinnati \| \| A \| 4 \| \| Smith, Greg \| 196 cm \| 88 kg \| 28-01-1947 \| Western Kentucky \| \| G \| 8 \| \| Webb, Jeff \| 193 cm \| 77 kg \| 06-07-1948 \| Kansas State \| \| G \| 5 \| \| Winkler, Marv \| 185 cm \| 74 kg \| 18-02-1948 \| Louisiana \| \| G \| 6 \| \| Zopf, Bill \| 185 cm \| 77 kg \| 07-06-1948 \| Duquesne \| | Allenatore - Larry Costello Assistente/i - Tom Nissalke - Arnie Garber Legenda - (C) Capitano - (FA) Free agent - (S) Sospeso - (TW) Contratto Two-way - (GL) Assegnato a squadra G League affiliata - Infortunato Roster • Transazioni · Ultima transazione: 8 giugno 1971 |                        |                      |         |        |              |                  |
| Pos. | Num. | Naz.                   | Nome                 | Altezza | Peso   | Data nascita | Provenienza      |
| C | 33 | Stati Uniti (bandiera) | Abdul-Jabbar, Kareem | 218 cm  | 102 kg | 16-04-1947   | UCLA             |
| G | 7 | Stati Uniti (bandiera) | Allen, Lucius        | 188 cm  | 79 kg  | 26-09-1947   | UCLA             |
| A | 20 | Stati Uniti (bandiera) | Boozer, Bob          | 203 cm  | 98 kg  | 26-04-1937   | Kansas State     |
| C | 19 | Stati Uniti (bandiera) | Cunningham, Dick     | 208 cm  | 111 kg | 11-07-1946   | Murray State     |
| G/AP | 10 | Stati Uniti (bandiera) | Dandridge, Bob       | 198 cm  | 88 kg  | 15-11-1947   | Norfolk State    |
| A | 17-27 | Stati Uniti (bandiera) | Freeman, Gary        | 206 cm  | 95 kg  | 25-07-1948   | Oregon State     |
| A | 18 | Stati Uniti (bandiera) | Greacen, Bob         | 201 cm  | 93 kg  | 15-09-1947   | Rutgers          |
| G/AP | 14 | Stati Uniti (bandiera) | McGlocklin, Jon      | 196 cm  | 93 kg  | 10-06-1943   | Indiana          |
| A/C | 35 | Stati Uniti (bandiera) | McLemore, McCoy      | 201 cm  | 104 kg | 03-04-1942   | Drake            |
| G/AP | 1 | Stati Uniti (bandiera) | Robertson, Oscar     | 196 cm  | 93 kg  | 24-11-1938   | Cincinnati       |
| A | 4 | Stati Uniti (bandiera) | Smith, Greg          | 196 cm  | 88 kg  | 28-01-1947   | Western Kentucky |
| G | 8 | Stati Uniti (bandiera) | Webb, Jeff           | 193 cm  | 77 kg  | 06-07-1948   | Kansas State     |
| G | 5 | Stati Uniti (bandiera) | Winkler, Marv        | 185 cm  | 74 kg  | 18-02-1948   | Louisiana        |
| G | 6 | Stati Uniti (bandiera) | Zopf, Bill           | 185 cm  | 77 kg  | 07-06-1948   | Duquesne         |

| \| Pos. \| Num. \| Naz. \| Nome \| Altezza \| Peso \| Data nascita \| Provenienza \| \| ---- \| ---- \| ---- \| ------------------ \| ------- \| ------ \| ------------ \| ------------------- \| \| A/C \| 12 \| \| Barnes, Jim \| 203 cm \| 95 kg \| 13-04-1941 \| Texas–El Paso \| \| G/AP \| 3 \| \| Carter, Fred \| 191 cm \| 84 kg \| 14-02-1945 \| Mount St. Mary's \| \| C \| 31 \| \| Johnson, George E. \| 211 cm \| 111 kg \| 19-06-1947 \| Stephen F. Austin \| \| G \| 25 \| \| Johnson, Gus \| 198 cm \| 104 kg \| 13-12-1938 \| Idaho \| \| G \| 22 \| \| Loughery, Kevin \| 191 cm \| 86 kg \| 28-03-1940 \| St. John's \| \| G/AP \| 24 \| \| Marin, Jack \| 201 cm \| 91 kg \| 12-10-1944 \| Duke \| \| G/AP \| 15 \| \| Miles, Eddie \| 193 cm \| 88 kg \| 05-07-1940 \| Seattle \| \| G \| 10 \| \| Monroe, Earl \| 191 cm \| 84 kg \| 21-11-1944 \| Winston-Salem State \| \| A/C \| 40 \| \| Murrey, Dorie \| 203 cm \| 98 kg \| 07-09-1943 \| Detroit-Mercy \| \| A \| 40 \| \| Stewart, Dennis \| 198 cm \| 100 kg \| 11-04-1947 \| Michigan \| \| A/C \| 12 \| \| Tresvant, John \| 201 cm \| 98 kg \| 06-11-1939 \| Seattle \| \| A \| 35 \| \| Tucker, Al \| 203 cm \| 86 kg \| 24-02-1943 \| Oklahoma Baptist \| \| A/C \| 41 \| \| Unseld, Wes \| 201 cm \| 111 kg \| 14-03-1946 \| Louisville \| \| G \| 11 \| \| Zeller, Gary \| 191 cm \| 93 kg \| 20-11-1947 \| Drake \| | Allenatore - Gene Shue Assistente/i - Bob Ferry Legenda - (C) Capitano - (FA) Free agent - (S) Sospeso - (TW) Contratto Two-way - (GL) Assegnato a squadra G League affiliata - Infortunato Roster • Transazioni · Ultima transazione: 14 maggio 1971 |                        |                    |         |        |              |                     |
| Pos. | Num. | Naz.                   | Nome               | Altezza | Peso   | Data nascita | Provenienza         |
| A/C | 12 | Stati Uniti (bandiera) | Barnes, Jim        | 203 cm  | 95 kg  | 13-04-1941   | Texas–El Paso       |
| G/AP | 3 | Stati Uniti (bandiera) | Carter, Fred       | 191 cm  | 84 kg  | 14-02-1945   | Mount St. Mary's    |
| C | 31 | Stati Uniti (bandiera) | Johnson, George E. | 211 cm  | 111 kg | 19-06-1947   | Stephen F. Austin   |
| G | 25 | Stati Uniti (bandiera) | Johnson, Gus       | 198 cm  | 104 kg | 13-12-1938   | Idaho               |
| G | 22 | Stati Uniti (bandiera) | Loughery, Kevin    | 191 cm  | 86 kg  | 28-03-1940   | St. John's          |
| G/AP | 24 | Stati Uniti (bandiera) | Marin, Jack        | 201 cm  | 91 kg  | 12-10-1944   | Duke                |
| G/AP | 15 | Stati Uniti (bandiera) | Miles, Eddie       | 193 cm  | 88 kg  | 05-07-1940   | Seattle             |
| G | 10 | Stati Uniti (bandiera) | Monroe, Earl       | 191 cm  | 84 kg  | 21-11-1944   | Winston-Salem State |
| A/C | 40 | Stati Uniti (bandiera) | Murrey, Dorie      | 203 cm  | 98 kg  | 07-09-1943   | Detroit-Mercy       |
| A | 40 | Stati Uniti (bandiera) | Stewart, Dennis    | 198 cm  | 100 kg | 11-04-1947   | Michigan            |
| A/C | 12 | Stati Uniti (bandiera) | Tresvant, John     | 201 cm  | 98 kg  | 06-11-1939   | Seattle             |
| A | 35 | Stati Uniti (bandiera) | Tucker, Al         | 203 cm  | 86 kg  | 24-02-1943   | Oklahoma Baptist    |
| A/C | 41 | Stati Uniti (bandiera) | Unseld, Wes        | 201 cm  | 111 kg | 14-03-1946   | Louisville          |
| G | 11 | Stati Uniti (bandiera) | Zeller, Gary       | 191 cm  | 93 kg  | 20-11-1947   | Drake               |

#### Risultati
| Arbitri: | Mendy Rudolph Donald Murphy |

|                                                                                   |            |                                                                             |
| K. Abdul-Jabbar 31                                                                | Punti      | E. Monroe 26                                                                |
| O. Robertson 7                                                                    | Assist     | F. Carter 4                                                                 |
| K. Abdul-Jabbar 17                                                                | Rimbalzi   | J. Tresvant 14                                                              |
| Abdul-Jabbar, Dandridge, McGlocklin, Robertson, Smith (Allen, Boozer, Cunningham) | Formazioni | Carter, Marin, Monroe, Tresvant, Unseld (Johnson, Loughery, Murrey, Zeller) |

| Arbitri: | Richie Powers Jack Madden |

|                                                                                      |            | |
| J. Marin 22                                                                          | Punti      | K. Abdul-Jabbar 27                                                                                                  |
| E. Monroe 6                                                                          | Assist     | O. Robertson 10 |
| W. Unseld 20                                                                         | Rimbalzi   | K. Abdul-Jabbar 24                                                                                                  |
| Carter, Marin, Monroe, Tresvant, Unseld (Johnson, Johnson, Loughery, Murrey, Zeller) | Formazioni | Abdul-Jabbar, Dandridge, McGlocklin, Robertson, Smith (Allen, Boozer, Cunningham, Greacen, McLemore, Webb, Winkler) |

| Arbitri: | Richie Powers Eddie Rush |

|                                                                                                   |            |                                                                             |
| B. Dandridge 29                                                                                   | Punti      | J. Marin 21                                                                 |
| O. Robertson 12                                                                                   | Assist     | W. Unseld 6                                                                 |
| K. Abdul-Jabbar 21                                                                                | Rimbalzi   | W. Unseld 23                                                                |
| Abdul-Jabbar, Dandridge, McGlocklin, Robertson, Smith (Allen, Boozer, Cunningham, McLemore, Webb) | Formazioni | Carter, Marin, Monroe, Tresvant, Unseld (Johnson, Loughery, Murrey, Zeller) |

| Arbitri: | Mendy Rudolph Donald Murphy |

|                                                                                      |            | |
| F. Carter 28                                                                         | Punti      | O. Robertson 30 |
| W. Unseld 10                                                                         | Assist     | O. Robertson 9 |
| W. Unseld 23                                                                         | Rimbalzi   | K. Abdul-Jabbar, B. Dandridge 12                                                                                    |
| Carter, Marin, Monroe, Tresvant, Unseld (Johnson, Johnson, Loughery, Murrey, Zeller) | Formazioni | Abdul-Jabbar, Dandridge, McGlocklin, Robertson, Smith (Allen, Boozer, Cunningham, Greacen, McLemore, Webb, Winkler) |

| Campione NBA 1971         |
| ------------------------- |
| Milwaukee Bucks 1º titolo |

#### Hall of famer
| NBA Finals | Atleta          | Squadra           | Anno |           |
| ---------- | --------------- | ----------------- | ---- | --------- |
| Giocatore  | Lew Alcindor    | Milwaukee Bucks   | 1995 | Giocatore |
| Giocatore  | Bob Dandridge   | Milwaukee Bucks   | 2021 | Giocatore |
| Giocatore  | Oscar Robertson | Milwaukee Bucks   | 1980 | Giocatore |
| Giocatore  | Earl Monroe     | Baltimore Bullets | 1990 | Giocatore |
| Giocatore  | Wes Unseld      | Baltimore Bullets | 1988 | Giocatore |
| Giocatore  | Gus Johnson     | Baltimore Bullets | 2010 | Giocatore |

#### MVP delle Finali
- #33 Lew Alcindor, Milwaukee Bucks.

## Squadra vincitrice

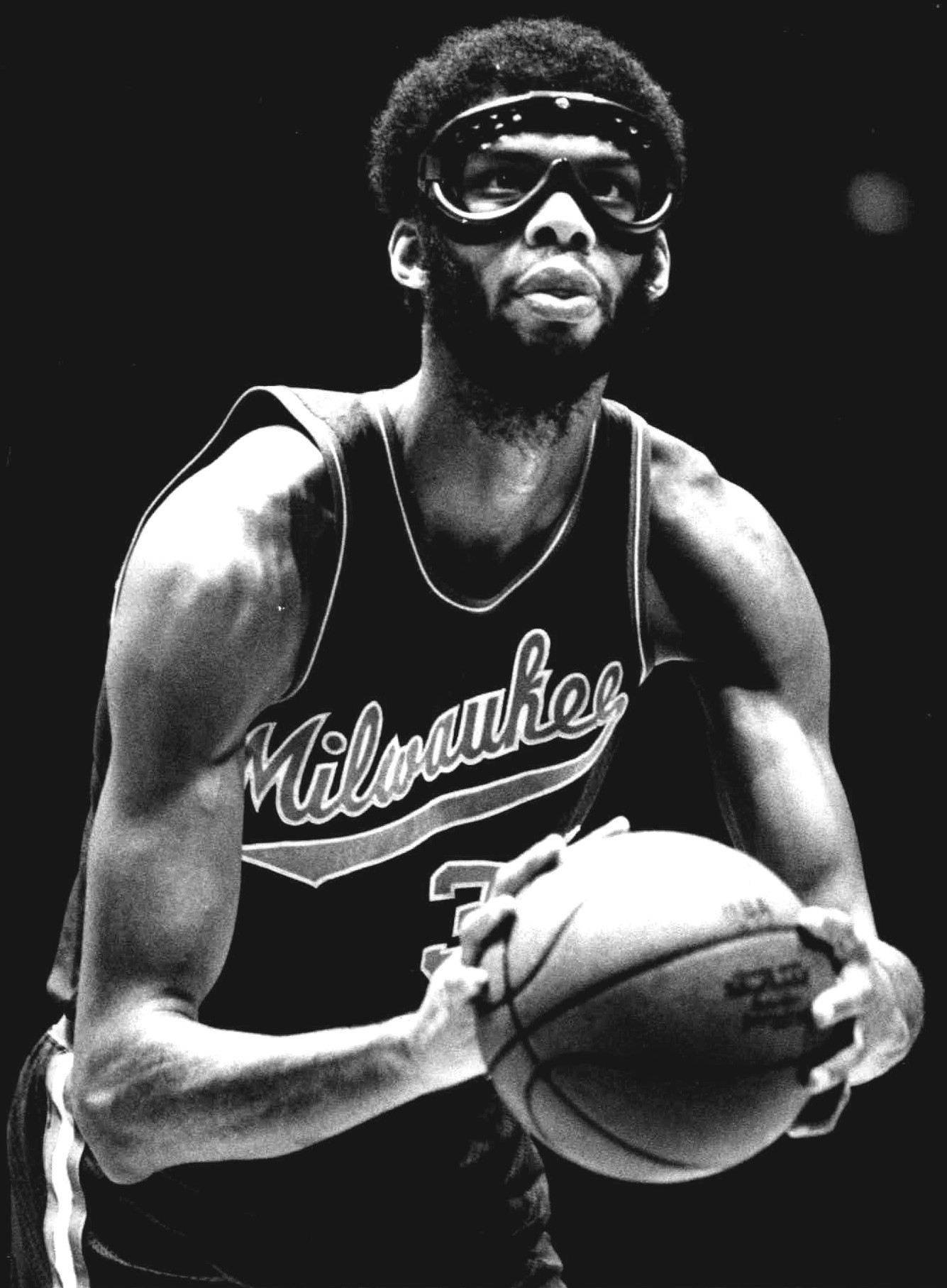
1. 33 Lew Alcindor, Milwaukee Bucks.

| N° | Naz.                   | Ruolo | Sportivo        |  | Alt. |  |
| -- | ---------------------- | ----- | --------------- |  | ---- |  |
| 1  | Stati Uniti (bandiera) | P     | Oscar Robertson |  | 196  |  |
| 4  | Stati Uniti (bandiera) | AP    | Greg Smith      |  | 196  |  |
| 5  | Stati Uniti (bandiera) | P     | Marv Winkler    |  | 185  |  |
| 7  | Stati Uniti (bandiera) | P     | Lucius Allen    |  | 188  |  |
| 8  | Stati Uniti (bandiera) | G     | Jeff Webb       |  | 193  |  |
| 10 | Stati Uniti (bandiera) | G     | Bob Dandridge   |  | 198  |  |
| 14 | Stati Uniti (bandiera) | G     | Jon McGlocklin  |  | 195  |  |
| 18 | Stati Uniti (bandiera) | AP    | Bob Greacen     |  | 201  |  |
| 19 | Stati Uniti (bandiera) | C     | Dick Cunningham |  | 206  |  |
| 20 | Stati Uniti (bandiera) | AG    | Bob Boozer      |  | 203  |  |
| 33 | Stati Uniti (bandiera) | C     | Lew Alcindor    |  | 218  |  |
| 35 | Stati Uniti (bandiera) | AG    | McCoy McLemore  |  | 201  |  |
|    | Stati Uniti (bandiera) | All.  | Larry Costello  |  |      |  |

## Statistiche
Aggiornate al 23 agosto 2021.
| Categoria | Singola prestazione | Singola prestazione | Singola prestazione | Media           | Media           | Media | Media |
| Categoria | Giocatore           | Squadra             | Max                 | Giocatore       | Squadra         | Media | PG    |
| --------- | ------------------- | ------------------- | ------------------- | --------------- | --------------- | ----- | ----- |
| Punti     | Gail Goodrich       | L.A. Lakers         | 39                  | Bob Love        | Chicago Bulls   | 26,7  | 7     |
| Rimbalzi  | Bill Bridges        | Atlanta Hawks       | 36                  | Bill Bridges    | Atlanta Hawks   | 20,8  | 7     |
| Assist    | Kevin Loughery      | Baltimore Bullets   | 16                  | Oscar Robertson | Milwaukee Bucks | 8,9   | 14    |